# 秘田余四郎
秘田 余四郎（ひめだ よしろう、1908年10月15日 - 1967年9月18日）は、字幕翻訳家、翻訳家、小説家。本名・姫田 嘉男（ひめだ よしお）。

## 経歴
徳島県板野郡一条村（現・阿波市）生まれ。幼時一家で上京。東京府立第四中学校中退、成城中学校卒業、1931年東京外国語学校フランス語卒業。36年東和商事映画部に入社し、フランス映画を始めとする字幕作成に活躍、38年解雇され、「香具師もの」小説を書く。40年陸軍通訳。仏印へ渡り、字幕翻訳を中華電影で続け、上海で高見順と知り合い生涯の友となる。敗戦で鎌倉へ引き揚げ。また、海外小説の翻訳（一部、姫田嘉男名義）もおこなった。
RKOの作品を中心に外国映画をテレビ局に配給する企業、日本テレピックスを設立したが、同社は秘田の死後に倒産し、秘田の弟によって東京放映として再興されたが、彼が山田かつらの一人娘と結婚したことがきっかけで鬘の卸売業を始めたことで東京放映の事業は縮小されてしまったと同社で働いていた諸橋健一は述べている。

## 映画

### 主な字幕作品
年は制作年（日本公開年ではない）
- 罪と罰（1935年）
- うたかたの戀（1936年）
- 我等の仲間（1936年）
- 旅路の果て（1939年）
- 天井桟敷の人々（1945年）
- 第三の男（1949年）
- 禁じられた遊び（1952年）
- 恐怖の報酬（1953年）
- 赤と黒（1954年）
- フレンチ・カンカン（1954年）
- リラの門（1957年）
- モンパルナスの灯（1958年）
- 黒いオルフェ（1959年）
- シベールの日曜日（1962年）
- ピアニストを撃て（1960年）
- 去年マリエンバートで（1961年）
- かくも長き不在（1961年）
- リオの男（1964年）
- シェルブールの雨傘（1964年）
- ロシュフォールの恋人たち（1967年）

### 原作
- 解決（監督:滝沢英輔／1941年）
- 群狼（監督:志村敏夫／1948年）
- 東海道は兇状旅（監督:久松静児／1950年）
- 無宿猫（監督:志村敏夫／1951年）
- 峠を渡る若い風（監督:鈴木清順／1961年）

## 著書

### 小説
- 『解決』（明石書房） 1941
- 『群狼』（アキ書店） 1948

### 翻訳
- 『赤露の皇帝スターリン』（ボリス・バヂヤノフ、姫田嘉男名義訳、先進社） 1931
- 『赤い機密室 G・P・Uを曝く』（ラポルト、姫田嘉男名義訳、先進社） 1932
- 『大いなる幻影』シナリオ（ジャン・ルノワール、松永武夫共編訳、河出書房） 1938
- 『貿易風の仏印』（ジャン・ドウレル、姫田嘉男名義訳、育生社弘道閣） 1942
- 『七つの大罪』シナリオ（エドゥアルド・デ・フィリッポ、三笠文庫） 1953
- 『深夜の十字路』（ジョルジュ・シメノン、早川書房） 1953
- 『赤と黒』シナリオ（スタンダール原作、早川書房） 1955
- 『女性の敵』（ジャック・コンスタン、雄鶏社） 1955
- 『埋れた青春（映画）』（ヤコブ・ヴァッサマン、雄鶏社、おんどり・ぽけっと・ぶっく） 1955
- 『帽子屋の幻影』（ジョルジュ・シメノン、早川書房、シメノン選集） 1956
- 『悪者は地獄へ行け』（フレデリック・ダール、潮書房） 1956
- 『空と海の間に』（ジャック・レミイ、三笠書房） 1956
- 『リコ兄弟』（ジョルジュ・シメノン、早川書房、世界探偵小説全集） 1956
- 『反乱』（ジュール・ヴエルヌ、珊瑚書房） 1957
- 『可愛い悪魔』（ジョルジュ・シムノン、早川書房、世界探偵小説全集） 1958
- 『アルピニスト岩壁に登る』（G・エルゾーグ、川原慎一共訳、朋文堂） 1959
- 『スペインの城』（マルク・ドロリー、早川書房、世界ミステリシリーズ） 1966
- 『素晴らしき愚か娘』（シャルル・エクスプライヤ、早川書房、世界ミステリシリーズ） 1966
- 『O.S.S.117号 / 最後の十五分間』（ジャン・ブリュース、早川書房、世界ミステリシリーズ） 1966